# Moclín
Moclín település Spanyolországban, Granada tartományban. Moclín Pinos Puente, Íllora, Alcalá la Real, Montillana, Colomera és Atarfe községekkel határos. Lakosainak száma 3529 fő (2024).

## Népesség
A település népessége az elmúlt években az alábbi módon változott:
| Lakosok száma | 4404 | 4243 | 4146 | 4268 | 4213 | 4059 | 3884 | 3651 | 3613 | 3529 |
|               | 2001 | 2004 | 2006 | 2009 | 2011 | 2014 | 2016 | 2019 | 2021 | 2024 |